# Тут-Куш
Тут-Куш (от южноалт. ловушка для птиц) — пещера в верховьях реки Куюм на Алтае. Находится в 40 километрах от Горно-Алтайска на территории Чемальского района Республики Алтай.

## История
Пещеру Тут-Куш обнаружили местные жители в 70-е годы 20-го века. С 1985 по 1990 годы пещеру исследовали экспедиции спелеологов из Бийска и из Новосибирска.

### Происхождение названия
Название пещеры «Тут-Куш» — ловушка для птиц, вероятно, связано с длинным вертикальным входным спуском. Также, возможно, название пещеры пошло от речки Тут-Куш.

## Физико-географическая характеристика
Эта пещера относится к подземным карстовым формам, которые занимают промежуточное звено между вертикальными и горизонтальными полостями. Вертикальный входной спуск приближает её к естественной шахте, а длинные горизонтальные и наклонные пролёты ходов и залов позволяют считать её обычной пещерой.
Вход в пещеру Тут-Куш представляет собой провал в земле. Зимой он может скрываться под шапкой снега, а летом — в зарослях трав.
Согласно данным топосъемки, протяженность пещеры 1165 м, глубина 195 м. На втором дне находится один из крупнейших гротов Алтая — система «Сказочный подарок» длиной 180 метров, шириной до 20 метров и высотой до 15 метров.
Пещера «Тут-Куш» — это редкий природно-карстовый объект с подземными озерами, периодически исчезающими и вновь появляющимися.

## Туризм
Туристы оставляют в пещере много мусора: к началу 2017 года в ней находились горы пластиковых бутылок, консервных банок, остатков спелеологического снаряжения и подошв от обуви, а также скотча, которым посетители приматывают брюки к обуви, чтобы в них не попадала вода. Периодически спелеологи-энтузиасты проводят в пещере субботники по её очистке.
Туткушская пещера является памятником природы Республики Алтай.